# Равно (Херцеговачко-неретвански кантон)
Равно је насељено место и седиште истоимене општине која административно припада Херцеговачко-неретванском кантону, Федерација БиХ, Босна и Херцеговина. Према попису становништва из 2013. у насељу је живело 597 становника.

## Историја
Године 1875. сеоски свештеник је био Иван Мусић, вођа устанка против Турака.

## Становништво
Према попису становништва из 2013. године у месту је било 597 становника. Већина се изјаснили као Хрвати којих је било 97,8%, следе Срби који чине 1,7% становништва. Сви мештани римокатоличке вероисповести  празнују крсну славу Митровдан.
|             | 2013.        | 1991.        | 1981.        | 1971.        |
| Укупно      | 597 (100,0%) | 198 (100,0%) | 364 (100,0%) | 549 (100,0%) |
| Хрвати      | 584 (97,82%) | 173 (87,37%) | 306 (84,07%) | 472 (85,97%) |
| Срби        | 10 (1,675%)  | 16 (8,081%)  | 41 (11,26%)  | 72 (13,11%)  |
| Непознато   | 2 (0,335%)   | –            | –            | –            |
| Неизјашњени | 1 (0,168%)   | –            | –            | –            |
| Југословени | –            | 5 (2,525%)   | 12 (3,297%)  | –            |
| Остали      | –            | 3 (1,515%)   | 3 (0,824%)   | –            |
| Бошњаци     | –            | 1 (0,505%)1  | 2 (0,549%)1  | 1 (0,182%)1  |
| Црногорци   | –            | –            | –            | 4 (0,729%)   |

1. 1 На пописима од 1971. до 1991. Бошњаци су пописивани углавном као Муслимани.